# Helga Thomas
Helga Amalia Thomas, född 8 juli 1891 i Skogs socken, Ångermanland, Västernorrlands län, död 6 juli 1988 i Stockholm, var en svensk-tysk skådespelare som hade filmroller i Tyskland mellan 1923 och 1930.

## Filmografi (urval)
- 1923 –  Ein Glas Wasser
- 1923 – Ett dockhem
- 1924 – Rosenmontag
- 1926 – Der Mann im Feuer
- 1927 – Deutsche Frauen – Deutsche Treue
- 1929 – Quartier Latin
- 1929 – Morgenröte

## Teater

### Roller
| År   | Roll       | Produktion                                           | Regi          | Teater                  |
| ---- | ---------- | ---------------------------------------------------- | ------------- | ----------------------- |
| 1914 |            | 2 X 2=5 (To Gange to er fem) Gustav Wied             | Olof Hillberg | Olof Hillbergs sällskap |
| 1914 | Sibyl Vane | Dorian Gray (The Picture of Dorian Gray) Oscar Wilde | Olof Hillberg | Olof Hillbergs sällskap |